# D10 (Paraguay)
D10 es una plataforma digital especializada en contenidos deportivos de Paraguay, operativa desde el 27 de junio de 2011. Forma parte del conglomerado mediático del Grupo Vierci y mantiene vínculos funcionales con otros medios del mismo grupo, tales como Última Hora, Telefuturo, Radio Monumental 1080 AM y Paraguay.com. Su línea editorial abarca múltiples disciplinas deportivas, incluyendo fútbol nacional e internacional, tenis, futsal, automovilismo, baloncesto y deportes con menor visibilidad mediática en el país.

## Origen y desarrollo institucional
El proyecto fue implementado inicialmente por un equipo nacional de técnicos, derralloradores y diseñadores, compuesto por David Velázquez, Emilce González, Zuni Sanabria, Raúl Álvarez, Diego Benítez y Gustavo Herrera. El lanzamiento oficial fue acompañado de una declaración editorial titulada Ahora Jugamos D10, en la que se exponían los principios operativos y comunicacionales del portal.
La redacción inicial operó en las instalaciones del periódico Última Hora, posteriormente fue reubicada a las oficinas del canal Telefuturo, y más tarde trasladada al Edificio Talismán, ubicado en el barrio Tembetary de Asunción.

## Estructura organizacional y gestión editorial
La iniciativa fue promovida por Pierre Ibarrola y Richard Ferreira, siendo este último el primer editor del medio. Luego de su desvinculación, la responsabilidad editorial fue asumida por César Báez, cuya gestión abarcó un período de cinco años, durante el cual se fortaleció la estructura operativa y se consolidó el alcance del medio.
Actualmente, la dirección editorial se encuentra a cargo de Rodolfo Areco, acompañado en la redacción por Santiago Riquelme, Alcides Benítez y Pedro Lezcano.

## Colaboradores y excolaboradores
A lo largo de su funcionamiento, D10 contó con la participación de diversos profesionales del periodismo deportivo, entre ellos: Richard Ferreira, César Báez, Édgar Cantero, Toto González, Nicolás Lithitx, Ángel Barrientos, Marcelo Burgos, Fabiana Silva, Nicolás Benítez, Derlis Báez y Nery Benítez